# Lijst van leden van de Rijksdag (1803)
Dit is een lijst van de leden van de Rijksdag in 1803. Voor de vroegere samenstelling, zie de lijst van leden van de Rijksdag (1792).
De structuur van het Heilige Roomse Rijk werd totaal anders door de vrede van Lunéville in 1801, waar de linker Rijnoever aan Frankrijk werd afgestaan en de daaropvolgende opheffing van vrijwel alle geestelijke vorstendommen en rijkssteden in de Reichsdeputationshauptschluss van 25 februari 1803. Al deze vorstendommen en steden werden gebruikt om de vorsten te compenseren voor het verlies van hun bezittingen op de linker Rijnoever.
In de Reichsdeputationshauptschluss werd ook de nieuwe samenstelling van de Rijksdag geregeld: in paragraaf 31 de nieuwe keurvorstendommen, in paragraaf 32 de samenstelling van de Rijksvorstenraad en in paragraaf 27 de Raad van Rijkssteden.
De aanpassing van de vier zetels voor de rijksgraven heeft niet meer plaats gehad. In 1806 kwam er een eind aan het Rijk.

## De Raad van Keurvorsten
1. De koning van Bohemen (ook aartshertog van Oostenrijk en koning van Hongarije)
2. De keurvorst-aartskanselier
3. De hertog van Beieren
4. De hertog van Saksen
5. De markgraaf van Brandenburg (ook koning van Pruisen)
6. De hertog van Brunswijk-Lüneburg (keurvorst van Hannover, ook koning van Groot-Brittannië)
7. De aartshertog-groothertog (Salzburg)
8. De markgraaf van Baden
9. De hertog van Württemberg
10. De landgraaf van Hessen-Kassel

## De Raad van Rijksvorsten
1. Oostenrijk (de koning van Bohemen)
2. Opperbeieren (de keurvorst van Beieren)
3. Stiermarken (de koning van Bohemen)
4. Maagdenburg (de koning van Pruisen)
5. Salzburg (de keurvorst van Salzburg)
6. Nederbeieren (de keurvorst van Beieren)
7. Regensburg (de keurvorst-aartskanselier)
8. Sulzbach (de keurvorst van Beieren)
9. de Duitse Orde
10. Neuburg (de keurvorst van Beieren)
11. Bamberg (de keurvorst van Beieren)
12. Bremen (de keurvorst van Hannover)
13. Markgraaf van Meissen (de keurvorst van Saksen)
14. Berg (de keurvorst van Beieren)
15. Würzburg (de keurvorst van Beieren)
16. Karinthië (de koning van Bohemen)
17. Eichstätt (de keurvorst van Salzburg)
18. Saksen-Coburg-Saalfeld
19. Bruchsal (de keurvorst van Baden)
20. Saksen-Gotha (deel van Saksen-Gotha-Altenburg)
21. Ettenheim (de keurvorst van Baden)
22. Saksen-Altenburg (deel van Saksen-Gotha-Altenburg)
23. Konstanz (de keurvorst van Baden)
24. Saksen-Weimar
25. Augsburg (de keurvorst van Beieren)
26. Saksen-Eisenach
27. Hildesheim (de koning van Pruisen)
28. Brandenburg-Ansbach (de koning van Pruisen)
29. Paderborn (de koning van Pruisen)
30. Brandenburg-Bayreuth (de koning van Pruisen)
31. Freising (de keurvorst van Beieren)
32. Brunswijk-Wolfenbüttel
33. Thüringen (afwisselend keurvorst van Saksen, Saksen-Weimar en Saksen-Gotha)
34. Brunswijk-Celle (de keurvorst van Hannover)
35. Passau (de keurvorst van Salzburg)
36. Brunswijk-Calenberg (de keurvorst van Hannover)
37. Trient (de koning van Bohemen)
38. Brunswijk-Grubenhagen (de keurvorst van Hannover)
39. Brixen (de koning van Bohemen)
40. Halberstad (de koning van Pruisen)
41. Krain (de koning van Bohemen)
42. Baden-Baden (de keurvorst van Baden)
43. Württemberg-Teck (de keurvorst van Württemberg)
44. Baden-Durlach (de keurvorst van Baden)
45. Osnabrück (de keurvorst van Hannover)
46. Verden (de keurvorst van Hannover)
47. Münster (de koning van Pruisen)
48. Baden-Hachberg (de keurvorst van Baden)
49. Lübeck (de hertog van Oldenburg)
50. Württemberg (de keurvorst van Württemberg)
51. Hanau (de keurvorst van Hessen-Kassel)
52. Holstein-Glückstadt (de koning van Denemarken)
53. Fulda (de vorst van Nassau-Dillenburg = de prins van Oranje)
54. Holstein-Oldenburg
55. Kempten (de keurvorst van Beieren)
56. Mecklenburg-Schwerin
57. Ellwangen (de keurvorst van Württemberg)
58. Mecklenburg-Güstrow (de hertog van Mecklenburg-Schwerin)
59. de Maltezer Orde
60. Hessen-Darmstadt
61. Berchtolsgaden (de keurvorst van Salzburg)
62. Hessen-Kassel
63. Westphalen (de landgraaf van Hessen-Darmstadt)
64. Voor-Pommeren (de koning van Zweden)
65. Holstein-Plön (de koning van Denemarken)
66. Achter-Pommeren (de koning van Pruisen)
67. Breisgau (de voormalige hertog van Modena)
68. Saksen-Lauenburg (de keurvorst van Hannover)
69. Corvey (de vorst van Nassau-Dillenburg = de prins van Oranje)
70. Minden (de koning van Pruisen)
71. Burggraaf van Meissen (de keurvorst van Saksen)
72. Leuchtenberg (de keurvorst van Beieren)
73. Anhalt
74. Henneberg (gemeenschappelijk)
75. Schwerin (de hertog van Mecklenburg-Schwerin)
76. Cammin (de koning van Pruisen)
77. Ratzeburg (de hertog van Mecklenburg-Strelitz)
78. Hersfeld (de keurvorst van Hessen-Kassel)
79. Tirol (de koning van Bohemen)
80. Tübingen (de keurvorst van Württemberg)
81. Querfurt (de keurvorst van Saksen)
82. Arenberg
83. Hohenzollern-Hechingen
84. Fritzlar (de keurvorst van Hessen-Kassel)
85. Lobkowitz
86. Salm-Salm
87. Dietrichstein
88. Nassau-Hadamar (de vorst van Nassaau-Dillenburg = de prins van Oranje)
89. Zwiefalten (de keurvorst van Württemberg)
90. Nassau-Dillenburg (de prins van Oranje)
91. Auersperg
92. Starkenburg (de landgraaf van Hessen-Darmstadt)
93. Oost-Friesland (de koning van Pruisen)
94. vorstendom Fürstenberg
95. Schwarzenberg
96. Göttingen (de keurvorst van Hannover)
97. Mindelheim (de keurvorst van Beieren)
98. Liechtenstein
99. Thurn und Taxis
100. Schwarzburg
101. Ortenau (de voormalige hertog van Modena)
102. Aschaffenburg (de keurvorst-aartskanselier)
103. Eichsfeld (de koning van Pruisen)
104. Brunswijk-Blankenburg (de hertog van Brunswijk-Wolfenbüttel)
105. Stargard (de hertog van Mecklenburg-Schwerin)
106. Erfurt (de koning van Pruisen)
107. Nassau-Usingen
108. Nassau-Weilburg
109. Hohenzollern-Sigmaringen
110. Salm-Kyrburg
111. Fürstenberg-Baar (de vorst van Fürstenberg)
112. Schwarzenberg-Klettgau (de vorst van Schwarzenberg)
113. Taxis-Buchau (de vorst van Thurn und Taxis)
114. Waldeck
115. Löwenstein-Wertheim
116. Oettingen-Spielberg
117. Oettingen-Wallerstein
118. Solms-Braunfels
119. Hohenlohe-Neuenstein
120. Hohenlohe-Waldenburg-Schillingsfürst
121. Hohenlohe-Waldenburg-Bartenstein
122. Isenburg-Birstein
123. Kaunitz-Rietberg
124. Reuss-Plauen-Greiz
125. Leiningen
126. Ligne
127. Looz
128. de graven van Zwaben
129. de graven van de Wetterau
130. de graven van Franken
131. de graven van Westfalen

## De Raad van Rijkssteden
1. Augsburg
2. Lübeck
3. Neurenberg
4. Frankfort
5. Bremen
6. Hamburg